# 植村家言
植村 家言（うえむら いえのぶ）は、大和高取藩の第3代藩主。

## 略歴
寛文3年（1663年）、第2代藩主・植村家貞の次男として生まれる。兄の政成が病弱だったため、貞享4年（1687年）8月25日、父の隠居で跡を継いだ。このとき、弟の政明に1000石、正澄に500石を分与したため、高取藩は2万500石となった。元禄元年（1688年）、弟の政明の罪に連座して処罰されている。
元禄9年（1696年）3月18日に死去した。享年34。跡を政成の息子で養子の家敬が継いだ。